# 한홀초등학교
한홀초등학교는 대한민국 경기도 하남시에 있는 공립 초등학교이다.

## 학교 연혁
- 2015. 08. 27 한홀초등학교 교명 확정
- 2015. 11. 한홀초등학교 설립인가
- 2016. 04. 20 임시사용 승인
- 2016. 04. 22 한홀초등학교 개교(6학급) 및 병설유치원 개원(3학급)
- 2016. 04. 22 초대 엄승배 교장 부임

## 교명 유래
- 한홀은 한성백제의 수도 위례성인 하남의 옛 이름으로 하남문화원 유병기 원장에 의해 소개된 충남대학교 역사학자 도수희 교수 논문에 의하면 한홀은 초기 한성 백제의 고유 지명이며 삼국사기에도 기록이 남아있다고 한다. 이를 역사에 남기고 후학들에게도 전하는 의미로 한홀초등학교 로 명명.[2]
- 학교 남쪽에는 수령 140년 이상의 보호수가 자리잡고 있다.

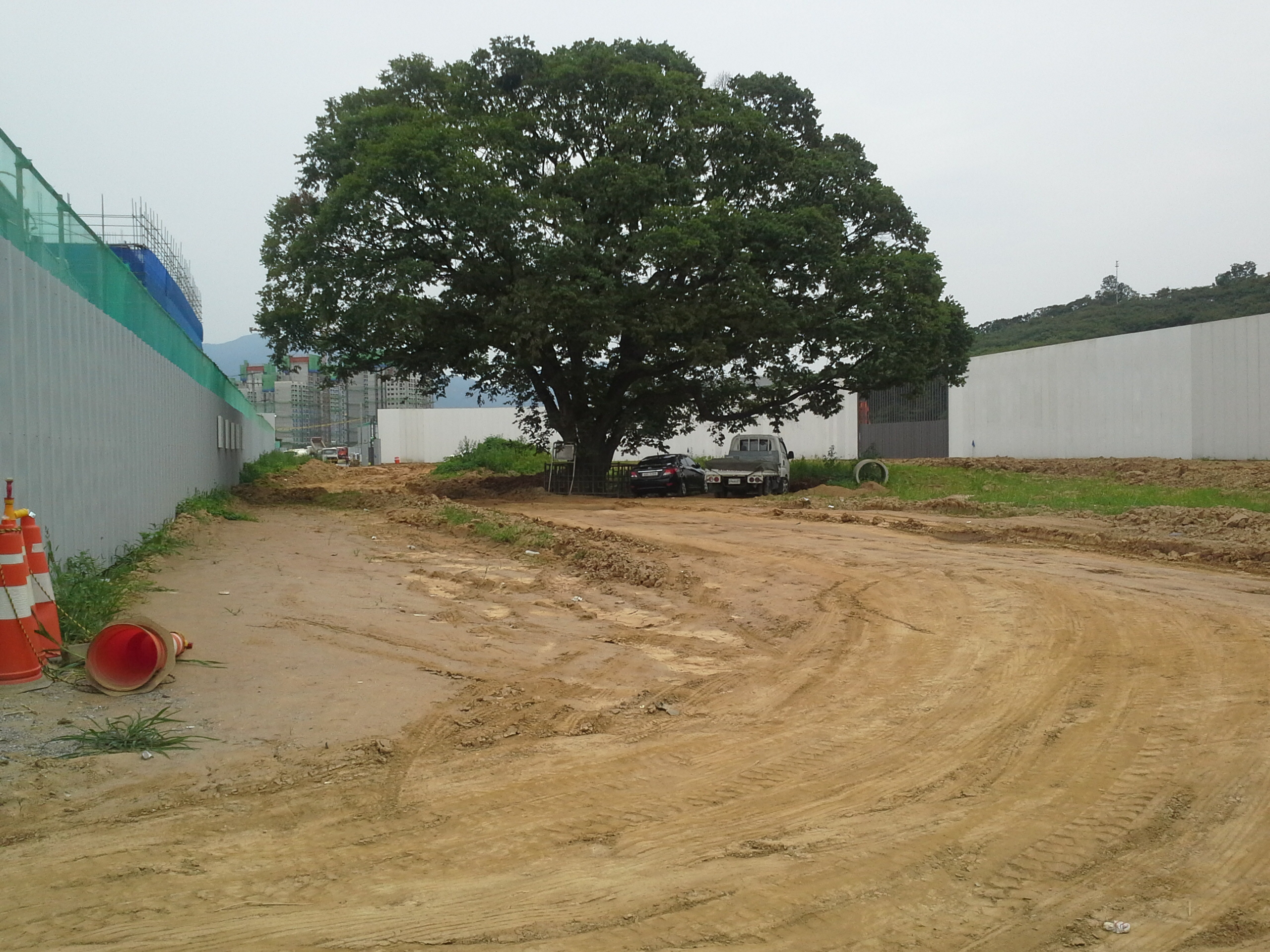
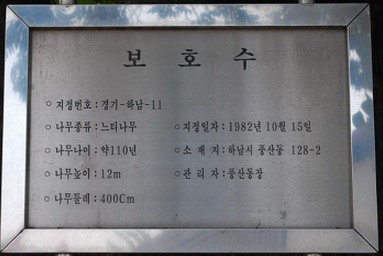

## 참고 자료
- 한홀초등학교 - 한국교육학술정보원 학교알리미